# Ina Wroldsen/Diskografie
Diese Diskografie ist eine Übersicht über die musikalischen Werke der norwegischen Sängerin und Songwriterin Ina Wroldsen. Den Schallplattenauszeichnungen zufolge hat sie bisher mehr als 48,1 Millionen Tonträger verkauft, davon alleine in ihrer Heimat über 110.000. Ihre erfolgreichste Veröffentlichung ist die Single Rockabye von Clean Bandit, bei welcher sie als Autorin mitwirkte, mit mehr als 9,7 Millionen verkauften Einheiten.

## Alben

### EPs
- 2018: HEX

## Singles

### Als Leadmusikerin
| Jahr | Titel Album    | Höchstplatzierung, Gesamtwochen, AuszeichnungChartsChartplatzierungen (Jahr, Titel, Album, Platzierungen, Wochen, Auszeichnungen, Anmerkungen) | Anmerkungen                                                         |
| Jahr | Titel Album    | NO | Anmerkungen                                                         |
| ---- | -------------- | --- | ------------------------------------------------------------------- |
| 2016 | Lay It on Me – | NO2 ×2Doppelplatin · (21 Wo.)NO | Erstveröffentlichung: 8. April 2016 Verkäufe: + 20.000; mit Broiler |
| 2017 | Strongest –    | NO2 (25 Wo.)NO | Erstveröffentlichung: 27. Oktober 2017 Verkäufe: + 90.000           |
| 2018 | Mother HEX     | NO17 (27 Wo.)NO | Erstveröffentlichung: 29. Juni 2018                                 |
| 2018 | Favela –       | NO28 (6 Wo.)NO | Erstveröffentlichung: 17. August 2018 Verkäufe: + 480.000; mit Alok |
| 2019 | Obsessed –     | NO13 (9 Wo.)NO | Erstveröffentlichung: 22. März 2019 mit Dynoro; Verkäufe: + 40.000  |
| 2019 | Body Parts –   | NO26 (3 Wo.)NO | Erstveröffentlichung: 3. Mai 2019                                   |
| 2019 | Haloes –       | NO25 (7 Wo.)NO | Erstveröffentlichung: 20. September 2019                            |
| 2023 | Aldri –        | NO16 (3 Wo.)NO | Erstveröffentlichung: 8. September 2023 feat. Stig Brenner          |

Weitere Singles
- 2004: If You Could Only See Me (als Ina)
- 2004: Suddenly (als Ina)
- 2005: Sorry (als Ina)
- 2014: Aliens (Her er jeg)
- 2015: Rebels
- 2016: Mary’s Story
- 2016: St. Peter
- 2018: Sea
- 2018: Remember Me
- 2018: Mine
- 2019: I Feel Ya (mit Cheat Codes & Danny Quest)
- 2019: Forgive or Forget

### Als Gastmusikerin
| Jahr | Titel Album             | Höchstplatzierung, Gesamtwochen, AuszeichnungChartplatzierungen (Jahr, Titel, Album, Platzierungen, Wochen, Auszeichnungen, Anmerkungen) | Höchstplatzierung, Gesamtwochen, AuszeichnungChartplatzierungen (Jahr, Titel, Album, Platzierungen, Wochen, Auszeichnungen, Anmerkungen) | Höchstplatzierung, Gesamtwochen, AuszeichnungChartplatzierungen (Jahr, Titel, Album, Platzierungen, Wochen, Auszeichnungen, Anmerkungen) | Höchstplatzierung, Gesamtwochen, AuszeichnungChartplatzierungen (Jahr, Titel, Album, Platzierungen, Wochen, Auszeichnungen, Anmerkungen) | Höchstplatzierung, Gesamtwochen, AuszeichnungChartplatzierungen (Jahr, Titel, Album, Platzierungen, Wochen, Auszeichnungen, Anmerkungen) | Höchstplatzierung, Gesamtwochen, AuszeichnungChartplatzierungen (Jahr, Titel, Album, Platzierungen, Wochen, Auszeichnungen, Anmerkungen) | Anmerkungen |
| Jahr | Titel Album             | DE | AT | CH | UK | US | NO | Anmerkungen |
| ---- | ----------------------- | --- | --- | --- | --- | --- | --- | --- |
| 2015 | How Deep Is Your Love – | DE4 ×3Dreifachgold · (39 Wo.)DE | AT5 Gold · (29 Wo.)AT | CH4 ×2Doppelplatin · (39 Wo.)CH | UK2 ×3Dreifachplatin · (45 Wo.)UK | US27 ×4Vierfachplatin · (20 Wo.)US | NO9 (16 Wo.)NO | Erstveröffentlichung: 17. Juli 2015 Verkäufe: + 8.794.300 mit Calvin Harris, Disciples; nicht namentlich aufgeführt |
| 2016 | Places –                | DE44 Gold · (11 Wo.)DE | AT72 (1 Wo.)AT | — | UK27 ×2Doppelplatin · (27 Wo.)UK | — | NO39 (2 Wo.)NO | Erstveröffentlichung: 25. November 2016 Martin Solveig feat. Ina Wroldsen; Verkäufe: + 1.625.000                    |
| 2017 | Breathe Snacks EP       | DE15 Platin · (24 Wo.)DE | AT14 (15 Wo.)AT | CH13 (25 Wo.)CH | UK7 Platin · (27 Wo.)UK | — | — | Erstveröffentlichung: 1. Dezember 2017 Jax Jones feat. Ina Wroldsen; Verkäufe: + 1.395.000                          |
| 2023 | Won’t Forget You –      | — | — | — | UK28 Silber · (9 Wo.)UK | — | — | Erstveröffentlichung: 29. September 2023 Jax Jones feat. D.O.D. & Ina Wroldsen; Verkäufe: + 200.000                 |
| 2024 | Barcelona –             | — | — | — | — | — | NO19 (… Wo.)NO | Erstveröffentlichung: 13. Juni 2024 mit Alan Walker                                                                 |

Weitere Gastbeiträge
- 2016: We Stand Up (Kat Krazy feat. Ina Wroldsen)
- 2018: Lie to Me (Steve Aoki feat. Ina Wroldsen)

## Autorenbeteiligungen
| Jahr | Titel Interpretation                               | Höchstplatzierung, Gesamtwochen, AuszeichnungChartplatzierungen (Jahr, Titel, Interpretation, Platzierungen, Wochen, Auszeichnungen, Anmerkungen) | Höchstplatzierung, Gesamtwochen, AuszeichnungChartplatzierungen (Jahr, Titel, Interpretation, Platzierungen, Wochen, Auszeichnungen, Anmerkungen) | Höchstplatzierung, Gesamtwochen, AuszeichnungChartplatzierungen (Jahr, Titel, Interpretation, Platzierungen, Wochen, Auszeichnungen, Anmerkungen) | Höchstplatzierung, Gesamtwochen, AuszeichnungChartplatzierungen (Jahr, Titel, Interpretation, Platzierungen, Wochen, Auszeichnungen, Anmerkungen) | Höchstplatzierung, Gesamtwochen, AuszeichnungChartplatzierungen (Jahr, Titel, Interpretation, Platzierungen, Wochen, Auszeichnungen, Anmerkungen) | Höchstplatzierung, Gesamtwochen, AuszeichnungChartplatzierungen (Jahr, Titel, Interpretation, Platzierungen, Wochen, Auszeichnungen, Anmerkungen) | Anmerkungen                                                  |
| Jahr | Titel Interpretation                               | DE | AT | CH | UK | US | NO | Anmerkungen                                                  |
| ---- | -------------------------------------------------- | --- | --- | --- | --- | --- | --- | ------------------------------------------------------------ |
| 2008 | If This Is Love The Saturdays                      | — | — | — | UK8 (17 Wo.)UK | — | — | Erstveröffentlichung: 28. Juli 2008                          |
| 2008 | Up The Saturdays                                   | — | — | — | UK5 Gold · (36 Wo.)UK | — | — | Erstveröffentlichung: 28. Juli 2008 Verkäufe: + 400.000      |
| 2009 | Hush Hush; Hush Hush The Pussycat Dolls            | DE44 (8 Wo.)DE | AT35 (8 Wo.)AT | CH30 (14 Wo.)CH | UK17 Silber · (15 Wo.)UK | US73 (9 Wo.)US | — | Erstveröffentlichung: 12. Mai 2009 Verkäufe: + 265.000       |
| 2009 | Work The Saturdays                                 | — | — | — | UK22 (11 Wo.)UK | — | — | Erstveröffentlichung: 29. Juni 2009                          |
| 2009 | Ego The Saturdays                                  | — | — | — | UK9 Platin · (28 Wo.)UK | — | — | Erstveröffentlichung: 29. November 2009 Verkäufe: + 600.000  |
| 2010 | Impossible Shontelle                               | — | AT66 (1 Wo.)AT | — | UK9 Gold · (14 Wo.)UK | US13 Platin · (20 Wo.)US | NO16 (6 Wo.)NO | Erstveröffentlichung: 9. Februar 2010 Verkäufe: + 1.475.000  |
| 2010 | Gravity Pixie Lott                                 | — | — | — | UK20 (15 Wo.)UK | — | — | Erstveröffentlichung: 8. März 2010                           |
| 2010 | I Love You Tone Damli                              | — | — | — | — | — | NO7 (10 Wo.)NO | Erstveröffentlichung: 30. April 2010                         |
| 2010 | Higher The Saturdays feat. Flo Rida                | — | — | — | UK10 Platin · (25 Wo.)UK | — | — | Erstveröffentlichung: 5. Juni 2010 Verkäufe: + 600.000       |
| 2011 | You Make Me Feel… Cobra Starship feat. Sabi        | — | — | CH47 (11 Wo.)CH | UK16 Silber · (4 Wo.)UK | US7 ×3Dreifachplatin · (29 Wo.)US | — | Erstveröffentlichung: 10. Mai 2011 Verkäufe: + 3.585.000     |
| 2011 | Notorious The Saturdays                            | — | — | — | UK8 Silber · (13 Wo.)UK | — | — | Erstveröffentlichung: 20. Mai 2011 Verkäufe: + 200.000       |
| 2011 | My Heart Takes Over The Saturdays                  | — | — | — | UK15 (3 Wo.)UK | — | — | Erstveröffentlichung: 11. November 2011                      |
| 2012 | Twilight Cover Drive                               | — | — | — | UK1 Gold · (12 Wo.)UK | — | — | Erstveröffentlichung: 22. Januar 2012 Verkäufe: + 400.000    |
| 2012 | I Found You The Wanted                             | — | — | — | UK3 (6 Wo.)UK | US89 (2 Wo.)US | — | Erstveröffentlichung: 9. Dezember 2012 Verkäufe: + 70.000    |
| 2012 | Impossible James Arthur                            | DE5 ×3Dreifachgold · (52 Wo.)DE | AT4 Gold · (35 Wo.)AT | CH2 ×2Doppelplatin · (63 Wo.)CH | UK1 ×4Vierfachplatin · (24 Wo.)UK | — | — | Erstveröffentlichung: 9. Dezember 2012 Verkäufe: + 4.658.400 |
| 2013 | Bombo Adelén                                       | — | — | — | — | — | NO1 ×3Dreifachplatin + Dreifachplatin (Streaming) · (22 Wo.)NO                                                                                    | Erstveröffentlichung: 30. Januar 2013 Verkäufe: + 140.000    |
| 2013 | Recovery James Arthur                              | — | — | — | UK19 (4 Wo.)UK | — | — | Erstveröffentlichung: 9. Dezember 2013                       |
| 2014 | Empire Shakira                                     | — | — | — | UK25 (4 Wo.)UK | US58 Platin · (12 Wo.)US | — | Erstveröffentlichung: 21. Februar 2014 Verkäufe: + 1.030.000 |
| 2014 | Sirens Cher Lloyd                                  | — | — | — | UK41 (2 Wo.)UK | — | — | Erstveröffentlichung: 17. März 2014                          |
| 2014 | Olé Adelén                                         | — | — | — | — | — | NO3 Platin · (7 Wo.)NO | Erstveröffentlichung: 12. Mai 2014 Verkäufe: + 40.000        |
| 2014 | Lullaby Professor Green feat. Tori Kelly           | — | — | — | UK4 Silber · (9 Wo.)UK | — | — | Erstveröffentlichung: 14. September 2014 Verkäufe: + 200.000 |
| 2015 | Hold My Hand Jess Glynne                           | DE19 Gold · (15 Wo.)DE | AT27 (14 Wo.)AT | CH20 (14 Wo.)CH | UK1 ×3Dreifachplatin · (51 Wo.)UK | US86 Platin · (6 Wo.)US | — | Erstveröffentlichung: 20. März 2015 Verkäufe: + 3.370.000    |
| 2015 | Adore Jasmine Thompson                             | DE91 (2 Wo.)DE | — | CH39 (6 Wo.)CH | — | — | — | Erstveröffentlichung: 19. Juni 2015 Verkäufe: + 60.000       |
| 2015 | How Deep Is Your Love Calvin Harris & Disciples    | DE4 ×3Dreifachgold · (39 Wo.)DE | AT5 Gold · (29 Wo.)AT | CH4 ×2Doppelplatin · (39 Wo.)CH | UK2 ×3Dreifachplatin · (45 Wo.)UK | US27 ×3Dreifachplatin · (20 Wo.)US | NO9 (16 Wo.)NO | Erstveröffentlichung: 17. Juli 2015 Verkäufe: + 7.794.300    |
| 2016 | Alarm Anne-Marie                                   | DE27 Gold · (19 Wo.)DE | AT26 (15 Wo.)AT | CH62 (11 Wo.)CH | UK16 Platin · (31 Wo.)UK | US— GoldUS | NO28 Platin · (7 Wo.)NO | Erstveröffentlichung: 20. Mai 2016 Verkäufe: + 2.295.000     |
| 2016 | Rockabye Clean Bandit feat. Sean Paul & Anne-Marie | DE1 ×2Doppelplatin · (36 Wo.)DE | AT1 Platin · (29 Wo.)AT | CH1 ×2Doppelplatin · (47 Wo.)CH | UK1 ×4Vierfachplatin · (41 Wo.)UK | US9 ×3Dreifachplatin · (27 Wo.)US | NO2 ×4Vierfachplatin · (23 Wo.)NO | Erstveröffentlichung: 21. Oktober 2016 Verkäufe: + 9.793.333 |
| 2017 | Text from Your Ex Tinie Tempah feat. Tinashe       | — | — | — | UK23 Silber · (9 Wo.)UK | — | — | Erstveröffentlichung: 20. Januar 2017 Verkäufe: + 200.000    |
| 2017 | Symphony Clean Bandit feat. Zara Larsson           | DE9 ×3Dreifachgold · (27 Wo.)DE | AT13 Platin · (23 Wo.)AT | CH6 ×2Doppelplatin · (43 Wo.)CH | UK1 ×4Vierfachplatin · (53 Wo.)UK | US— PlatinUS | NO1 (19 Wo.)NO | Erstveröffentlichung: 17. März 2017 Verkäufe: + 6.043.333    |
| 2017 | Then Anne-Marie                                    | — | — | — | UK87 (2 Wo.)UK | — | — | Erstveröffentlichung: 15. Dezember 2017                      |
| 2018 | Mad Love Sean Paul & David Guetta feat. Becky G    | DE10 Gold · (22 Wo.)DE | AT33 (13 Wo.)AT | CH36 (19 Wo.)CH | UK22 Gold · (16 Wo.)UK | — | NO20 (11 Wo.)NO | Erstveröffentlichung: 16. Februar 2018 Verkäufe: + 1.135.000 |
| 2024 | Never Be Lonely Jax Jones & Zoe Wees               | — | — | — | UK48 (… Wo.)UK | — | — | Erstveröffentlichung: 9. Februar 2024                        |

## Statistik

### Chartauswertung
|                       | DE     | AT     | CH     | UK     | US    | NO     |
| --------------------- | ------ | ------ | ------ | ------ | ----- | ------ |
| Nummer-eins-Singles   | DE1DE  | AT1AT  | CH1CH  | UK5UK  | US—US | NO2NO  |
| Top-10-Singles        | DE5DE  | AT3AT  | CH4CH  | UK15UK | US2US | NO8NO  |
| Singles in den Charts | DE11DE | AT11AT | CH11CH | UK29UK | US8US | NO19NO |

### Auszeichnungen für Musikverkäufe
| Land/RegionAuszeichnungen für Musikverkäufe (Land/Region, Auszeichnungen, Verkäufe, Quellen) | Silber     | Gold       | Platin         | Diamant       | Verkäufe   | Quellen                   |
| -------------------------------------------------------------------------------------------- | ---------- | ---------- | -------------- | ------------- | ---------- | ------------------------- |
| Australien (ARIA)                                                                            | —          | Gold1      | 31× Platin31   | —             | 2.205.000  | aria.com.au               |
| Belgien (BRMA)                                                                               | —          | Gold1      | 5× Platin5     | —             | 175.000    | ultratop.be               |
| Brasilien (PMB)                                                                              | —          | 3× Gold3   | 3× Platin3     | 6× Diamant6   | 1.460.000  | pro-musicabr.org.br       |
| Dänemark (IFPI)                                                                              | —          | 4× Gold4   | 9× Platin9     | —             | 1.050.000  | ifpi.dk                   |
| Deutschland (BVMI)                                                                           | —          | 6× Gold6   | 8× Platin8     | —             | 4.100.000  | musikindustrie.de         |
| Frankreich (SNEP)                                                                            | —          | Gold1      | 2× Platin2     | 2× Diamant2   | 1.034.366  | snepmusique.com           |
| Irland (IRMA)                                                                                | —          | —          | Platin1        | —             | 15.000     | Einzelnachweise           |
| Italien (FIMI)                                                                               | —          | 2× Gold2   | 20× Platin20   | —             | 1.030.000  | fimi.it                   |
| Japan (RIAJ)                                                                                 | —          | Gold1      | —              | —             | —          | riaj.or.jp                |
| Kanada (MC)                                                                                  | —          | Gold1      | 23× Platin23   | —             | 1.880.000  | musiccanada.com           |
| Mexiko (AMPROFON)                                                                            | —          | —          | —              | Diamant1      | 300.000    | amprofon.com.mx           |
| Neuseeland (RMNZ)                                                                            | —          | —          | 8× Platin8     | —             | 150.000    | aotearoamusiccharts.co.nz |
| Niederlande (NVPI)                                                                           | —          | —          | 7× Platin7     | —             | 510.000    | nvpi.nl                   |
| Norwegen (IFPI)                                                                              | —          | —          | 18× Platin18   | —             | 620.000    | ifpi.no                   |
| Österreich (IFPI)                                                                            | —          | 2× Gold2   | 2× Platin2     | —             | 90.000     | ifpi.at                   |
| Polen (ZPAV)                                                                                 | —          | 2× Gold2   | 7× Platin7     | 7× Diamant7   | 1.535.000  | olis.pl                   |
| Portugal (AFP)                                                                               | —          | —          | 6× Platin6     | —             | 60.000     | Einzelnachweise           |
| Schweden (IFPI)                                                                              | —          | 2× Gold2   | 2× Platin2     | —             | 140.000    | sverigetopplistan.se      |
| Schweiz (IFPI)                                                                               | —          | —          | 8× Platin8     | —             | 220.000    | hitparade.ch              |
| Spanien (Promusicae)                                                                         | —          | 3× Gold3   | 10× Platin10   | —             | 500.000    | elportaldemusica.es       |
| Vereinigte Staaten (RIAA)                                                                    | —          | Gold1      | 14× Platin14   | —             | 14.500.000 | riaa.com                  |
| Vereinigtes Königreich (BPI)                                                                 | 6× Silber6 | 4× Gold4   | 24× Platin24   | —             | 17.720.000 | bpi.co.uk                 |
| Insgesamt                                                                                    | 6× Silber6 | 34× Gold34 | 208× Platin208 | 16× Diamant16 |            |                           |